# Curiosità storiche di Basilicata
Curiosità storiche di Basilicata è un libro di Antonino Tripepi, pubblicato a Potenza nel 1915.

## Contenuto

### Provincia di Basilicata

#### Iovis Alesnello stemma della Provincia di Basilicata
Antonino Tripepi inizia il libro intitolando il primo ambito "Provincia di Basilicata". Nel primo capitolo, denominato "Iovis Ales nello stemma della Provincia", Antonino Tripepi descrive come dovrebbe essere lo stemma della Provincia di Basilicata. Per lui dovrebbe essere glorioso, con in primo piano l'aquila con le ali spiegate, le armi, la corona, simbolo del re, ed infine con lo sfondo giallo e rosso.

#### Il Consiglio Provinciale di Basilicata (a. 1808-1861)
Nel secondo paragrafo Tripepi fa un rapido excursus degli apparati amministrativi nella storia lucana, soffermandosi sulla situazione nel Regno di Napoli dal 1806, quando la Basilicata comprendeva i distretti di Potenza, di Matera e di Lagonegro, sino alla proclamazione nel 1861 del  Regno d'Italia.

#### Istituzioni pie per la Provincia di Basilicata
Tripepi descrive le istituzioni religiose presenti nella Provincia di Basilicata del Regno di Napoli deputate all'assistenza e all'educazione di orfani e alla cura di anziani e infermi; queste sono: l'Ospizio Umberto I in Avigliano, l'Ospedale San Carlo, l'Ospizio delle Girolomine in Potenza, l'Orfanotrofio Bentivegna in San Chirico Raparo.

### Potenza

#### Potenza dopo un secolo
In un breve paragrafo l'autore delinea rapidamente Potenza dopo un secolo di distanza dal 1806, quando fu nominata capoluogo della Provincia di Basilicata.

#### La via vecchia per la nova... (la denominazione delle strade a Potenza)
L’autore critica l'amministrazione di Potenza per aver cambiato la maggior parte delle vie della medesima città e non aver lasciato il nome originario. Fra vari esempi di diverse città che hanno mantenuto ancora i nomi antichi di derivazione greco-romana o derivati da vari eventi avvenuti in quelle vie si possono notare le vie di piccoli paesi della Calabria e di Roma.

#### Una nobile famiglia potentina nella Serenissima Repubblica di Venezia (sec.XVI e XVII-Documenti inediti)
In questo paragrafo l'autore scrive dell'illustre medico Francesco Stabile, del capitano Cristoforo Stabile e della dimora della nobile famiglia potentina nella Repubblica di Venezia. Il primo di questi nell'anno 1561 frequentò lo Studio di Padova proponendo vari teoremi. Del secondo l'autore dice che fu insignito del titolo di cavaliere dell'ordine equestre di San Marco. Tripepi conclude infine il paragrafo riportando documenti dell'Archivio di Stato di Venezia.

#### L'arma blasonica della città di Potenza
Tripepi dà voce al senatore conte Giuseppe Gattini che pubblicò un volume riguardante l'arma blasonica della città di Potenza, descrivendo lo stemma di Potenza e la sua probabile origine.

#### LaProcessione dei Turchiin Potenza - IPip'linelle feste di S.Gerardo
In questo capitolo Tripepi parla accuratamente della famosa Sfilata dei Turchi che viene rappresentata ogni anno nel giorno del Santo Patrono della città, San Gerardo. L'autore fa riferimento a questa festa citando alcuni studiosi, quali Giacomo Racioppi, che aveva trovato alcuni riferimenti alla festa, in particolare al Santo Patrono e secondo il quale non sarebbe precisamente lui, ma di un sant'Aronzio. Racioppi, infatti, racconta che fu martirizzato sotto Diocleziano e il suo culto sarebbe stato cambiato con quello dell'attuale patrono solo nell'epoca medievale. Tripepi cita un altro autore, che racconterebbe di un miracolo: dopo la morte di Aronzio, dal suo sangue sarebbero nati dei fiori di ginestre, i cosiddetti Pip'li, che furono rinchiusi in un'ampolla.

#### Calunniati del 1799? (I fratelli Addone)
Nell'ultimo paragrafo del suddetto capitolo viene raccontata la gloriosa storia dei fratelli Addone, protagonisti del Risorgimento lucano. I due fratelli Addone, Nicola e Basileo, per vendicarsi dell'assassinio del vescovo Serrao, tesero un'imboscata agli assassini. Dopo aver ucciso circa 30 persone, fra briganti e sanfedisti, i 17 briganti vennero esposti nella pubblica piazza al posto della testa del vescovo Serrao. Infine Tripepi loda l'impresa dei due fratelli, dandoli il merito di aver sventato alcuni incursioni dei briganti, e riporta un decreto del Ministero con cui annullarono due ipoteche di Nicola e del compagno Filippo Abbamonte.